# 김용남 (1958년)
김용남(金勇男, 1958년 2월 26일 ~ )은 전 KBO 리그 해태 타이거즈의 투수였다.
고 최동원, 전 롯데 자이언츠 감독 김시진과 더불어 1970년대 중반 고교야구 투수 3인방으로 불리었다. 당시 한국인 선수로는 보기 드물게 포크볼을 구사할 줄 알았고 안정된 제구력과 당시로서는 빠른 140대의 구속까지 끌어올릴 줄 알았다. 전북 군산에서 출생한 김용남은 군산초등학교와 군산중학교 야구부를 거쳐 군산상고 야구부로 출전하여 대통령배, 전국체전 고등부 우승을 이끌었다. 당시 군산 상고 야구부에서 함께 운동하던 선수로는 김성한을 비롯하여 해태 타이거즈 첫 우승의 주역 중 한 명이던 김종윤, 그리고 김현용, 최병춘, 주장 안재홍 등이 있었다. 특히 1976년 대통령배 고교 야구 결승전에서는 김시진이 이끌던 대구상고와 대결하여 김용남, 김시진 모두 9회말까지 완투했고 2안타를 허용한 김시진에게 9안타를 허용한 김용남이 오히려 완봉승을 거두며 1:0으로 이겨 우승을 차지하기도 했다. 당시 김시진의 볼은 낮으나 구질이 가벼웠다고 평가됐으며, 김용남의 볼은 높으나 묵직했는데, 김시진이 허용한 2안타 중 한 개가 뼈아픈 3루타가 됐던 게 결정적이었다. 김용남은 김시진, 최동원과 더불어 고교 야구에 보기드물게 한 해에 배출된 초고교급 투수의 반열에 올랐고 요미우리 자이언츠의 겨울 캠프에 초청받아 최동원, 김시진 등과 다녀오기도 했다. 이후 대구상고 출신의 김시진, 이만수와 함께 한양대학교 진학, 그후 한국화장품 야구단을 거치며 아마추어 야구의 주요 스타로 활약했다. 특히 한국화장품 소속 시절 실업야구 선수권대회에서는 팀의 우승을 주도하며 최우수 선수로 뽑히기도 했다. 프로 입단 후 1982년 프로야구 올스타전 서군 선발투수로 베스트 10에 뽑히기도 했으며 특히 당시 4할 타자였던 백인천에게 20타석 넘게 연속 범타와 삼진을 유도하여 화제가 됐었는데 데뷔전에서 완봉승을 기록하여(3안타) 프로야구 최초 완봉승 투수로 기록됐다. 1983년에는 해태 타이거즈의 첫 우승을 견인했는데 당시 해태는 김용남, 이상윤, 주동식의 투수 3인방이 눈부신 활약을 보였다. 1983년 한국 시리즈에서 2차전에 선발 투수 주동식에 이어 등판해서 승리 투수가 됐고 4차전에서는 15회 연장까지 가는 접전 끝에 1:1 무승부를 기록하기도 했다. 이후 선발과 불펜을 넘나드는 활동을 해태에서 이어가던 중 빙그레 이글스로 이적하여 1988년까지 선수로 뛰었다. 
1989년을 끝으로 프로 선수 생활을 접은 뒤 1990년부터 빙그레 이글스 2군 투수코치로 코치생활을 시작했으며 1992년 시즌 후 신용균 감독이 3년 계약 형식으로 쌍방울 레이더스 감독에 부임하자 3년 계약 형식을 통해  쌍방울  2군 투수코치로 자리를 옮겼다.
하지만, 신용균 감독이  외국인 선수 영입 과정에서 본인(신용균)과 달리 소위 '미국통'이었던  한동화 수석코치와 불화를 보여 결국 1년 만에 해임됐고 한동화 코치가 2년 계약 형식으로 감독 승격하자  1군 투수코치로 자리를 옮겼으며 이 과정에서 신용균 감독의 부임과 함께 영입된 성기영 2군감독이 수석코치, 계형철 1군 투수코치가 2군 감독대행을 맡았다.
이후, 김우열 전 OB 코치가 1994년 6월 13일 쌍방울 1군 타격코치로 부임하면서 생긴 보직 변경에 따라 2군 투수코치로 돌아왔으며 이 과정에서 계형철 2군 감독대행이 1군 투수코치, 성기영 수석코치가 2군감독으로 자리를 옮겼는데 한동화 감독은 자신과 똑같은 '미국통'인 김인식 쌍방울 창단 감독이 그랬던 것처럼 소위 '일본통'인 이용일 구단주 대행과 사이가 좋지 않았고 결국 1995년 시즌 연패를 반복하여 도중하차했으며 후임으로는 김우열 타격코치가 감독대행으로 승격했다.
이후, 1995년 시즌 뒤 김성근 감독이 부임하면서 단행된 개편에 따라 팀을 떠나 프로야구계와 작별했으며 그 이후에는 신일고 코치, 군산상고 감독을 역임하면서 후배 양성에도 힘썼는데 현재 삼성 라이온즈 투수로 활약 중인 차우찬은 김용남 감독이 군산상고 감독 시절 키워낸 선수다. 지금은 야구계를 떠나 골프유통업계에서 일하는 것으로 알려져 있다.

## 출신학교
- 군산초등학교
- 군산중학교
- 군산상업고등학교
- 한양대학교

## 등번호
- 29 - 해태 타이거즈
- 34 - 빙그레 이글스

## 통산 기록
| 연도 | 소속   | 경기 | 완투 | 완봉 | 승 | 패 | 세 | 홀 | 이닝 | 타자 | 피안타 | 피홈런 | 4구 | 사구 | 탈삼진 | 실점 | 자책점 | 승률  | 평균자책 | 기타       |
| ---- | ------ | ---- | ---- | ---- | -- | -- | -- | -- | ---- | ---- | ------ | ------ | --- | ---- | ------ | ---- | ------ | ----- | -------- | ---------- |
| 1982 | 해태   | 33   | 8    | 1    | 9  | 12 | 0  | 0  | 175  | 740  | 177    | 12     | 42  | 9    | 85     | 83   | 60     | 0.429 | 3.09     | 완투 3위   |
| 1983 | 해태   | 33   | 6    | 3    | 13 | 10 | 1  | 0  | 181⅓ | 731  | 171    | 12     | 30  | 5    | 80     | 67   | 57     | 0.565 | 2.83     |            |
| 1984 | 해태   | 31   | 6    | 2    | 7  | 11 | 1  | 0  | 132⅔ | 547  | 133    | 10     | 19  | 1    | 68     | 58   | 45     | 0.389 | 3.05     |            |
| 1985 | 해태   | 43   | 1    | 0    | 11 | 6  | 8  | 0  | 134⅔ | 560  | 147    | 14     | 26  | 3    | 74     | 74   | 67     | 0.647 | 3.05     | 세이브 3위 |
| 1986 | 해태   | 13   | 0    | 0    | 0  | 0  | 2  | 0  | 30⅔  | 383  | 111    | 8      | 19  | 2    | 37     | 48   | 46     | 0.000 | 4.70     |            |
| 1987 | 빙그레 | 16   | 4    | 0    | 4  | 5  | 0  | 0  | 87⅔  | 383  | 111    | 8      | 19  | 2    | 37     | 48   | 46     | 0.444 | 4.72     |            |
| 1988 | 빙그레 | 27   | 1    | 0    | 8  | 6  | 1  | 0  | 122⅔ | 525  | 150    | 9      | 25  | 2    | 41     | 67   | 56     | 0.571 | 4.11     |            |
| 통산 | 6시즌  | 198  | 26   | 6    | 52 | 50 | 13 | 0  | 864⅔ | 3629 | 934    | 67     | 167 | 22   | 407    | 416  | 347    | 0.510 | 3.61     |            |

- 굵은 글씨는 해당 시즌 최고 기록